# Новокривошеино
Новокривошеино — село в Кривошеинском районе Томской области, Россия. Входит в состав Новокривошеинского сельского поселения.

## История
В 1926 году в составе Кривошеинского района Томского округа Сибирского края значится Ново-Кривошеинский сельсовета в состав которого входили так называемые Ново-Кривошеевские хутора — 89 русских, латышских, мордовских и польских хуторов разбросанных по рекам Горевая, Поперечная, Ераур и Бровка. По всей видимости село образовалось на основе вышеназванных хуторов.

## Население
| 2002 | 2010 | 2012 | 2013 | 2014 | 2015 | 2021 |
| ---- | ---- | ---- | ---- | ---- | ---- | ---- |
| 620  | ↘579 | →579 | ↗586 | ↘557 | →557 | ↘501 |